# Dubnička
Dubnička es un municipio del distrito de Bánovce nad Bebravou en la región de Trenčín, Eslovaquia, con una población estimada a final del año 2024 de 123 habitantes.
Se encuentra ubicado en el centro-sur de la región, cerca del río Bebrava (cuenca hidrográfica del río Danubio) y de la frontera con la región de Nitra.

## Demografía
| Año        | 1994 | 2004     | 2014     | 2024    |
| ---------- | ---- | -------- | -------- | ------- |
| Población  | 91   | 75       | 118      | 123     |
| Diferencia |      | −17,58 % | +57,33 % | +4,23 % |

| Año        | 2023 | 2024    |
| ---------- | ---- | ------- |
| Población  | 124  | 123     |
| Diferencia |      | −0,80 % |